# Jakareb
Jakareb ókori egyiptomi uralkodó volt a második átmeneti korban, talán az i. e. 17. században. Valószínűleg a XIV. dinasztiához tartozott. Avariszból kormányozta a Nílus-delta keleti és talán nyugati részét is. Személyazonossága, valamint helye a kronológiában bizonytalan.

## Említései
Jakarebnek két szkarabeusza maradt fenn ismeretlen lelőhelyről; ezzel egyike annak a pár, XIV. dinasztiabeli uralkodónak, akinek maradt fenn kortárs említése. Az egyik szkarabeusz jelenleg Berlinben található (katalógusszám: 293/73), a másik a Petrie Múzeumban, 11810-es katalógusszámmal.
Mivel a Jakareb az uralkodó ötelemű titulatúrájából a személyneve, nem lehet eldönteni, szerepel-e a torinói királylistán, az ugyanis uralkodói név szerint sorolja a királyokat, emellett töredékes is, vagyis az is lehet, hogy Jakareb uralkodói neve us hiányzik róla. Így teljes bizonyossággal csak a két szkarabeusz említi, melyek durva kialakításúak; még az is lehet, hogy a nevet rosszul írták rajta, és Jakareb azonos a korszak egy jobban ismert királyával.
Bár Jakareb helye a kronológiában bizonytalan, Kim Ryholt és Darrell Baker feltételezése szerint a XIV. dinasztiához tartozott, és valamivel Jakubher előtt uralkodott. Ezt a második átmeneti kori szkarabeuszok stilisztikai vizsgálatára alapozzák

## Fordítás
- Ez a szócikk részben vagy egészben  a   Yakareb című angol Wikipédia-szócikk ezen változatának fordításán alapul.  Az eredeti cikk szerkesztőit annak laptörténete sorolja fel. Ez a jelzés csupán a megfogalmazás eredetét és a szerzői jogokat jelzi, nem szolgál a cikkben szereplő információk forrásmegjelöléseként.